# Tour dei British and Irish Lions 1974
Il tour dei British and Irish Lions del 1974 fu, per risultati, il migliore della selezione interbritannica dei British and Irish Lions; guidati dall'irlandese Syd Millar e capitanati dal suo connazionale Willie John McBride, si concluse con 21 vittorie e un pareggio.
In tale tour i Lions vinsero tre test match su quattro, pareggiando il quarto, e si imposero anche sul piano fisico: la spedizione fu ribattezzata Call on 99 (dal numero 999 usato per le chiamate d'emergenza nel Regno Unito), e i Lions, vista l'estrema violenza e le intimidazioni messe in campo dagli Springbok nei due precedenti incontri di Città del Capo e Pretoria, decisero di colpire per primi nel terzo test in programma al Boet Erasmus di Port Elizabeth: ogni Lion, al grido di battaglia Ninety-nine (99) del capitano irlandese Willie John McBride, aggredì il suo corrispettivo Springbok basandosi sul fatto che l'arbitro non avrebbe potuto espellere né sanzionare tutta la squadra.
L'attacco dei Lions fu così veemente che persino il gallese J. P. R. Williams, un estremo dalla corporatura non massiccia, partì all'assalto dei sudafricani prendendo la rincorsa dalla sua zona del campo.

## Bilancio (tra parentesi i Test Match)
- Giocate: 22 (4)
- Vinte 21 (3)
- Pareggiate 1 (1)
- Perse 0 (0)
- Punti Fatti 729 (79)
- Punti Subiti 207 (34)

## La squadra
Management
- Manager: Alun Thomas (Galles)
- Allenatore: Syd Millar (Irlanda)

Estremi:
- JPR Williams (London Welsh e Galles)
- Andy Irvine (Heriot's Rugby Club|Heriot's FP e Scotland)

Ali:
- Tom Grace (St Mary's College RFC e Irlanda)
- J.J. Williams (Llanelli RFC e Galles)
- William Steele (Bedford e R.A.F. e Scotland)
- Alan Morley (Bristol e Inghilterra)

Centri:
- Clive Rees (London Welsh e Galles)
- Richard Milliken (Bangor e Irlanda)
- Ian McGeechan (Headingley e Scotland)
- Roy Bergiers (Llanelli e Galles)
- Geoff Evans (Coventry e Inghilterra)

Mediani di apertura:
- Phil Bennett (Llanelli RFC e Galles)
- Alan Old (Leicestere Inghilterra)
- Mike Gibson (North of Ireland FC) e Irlanda)

Mediani di Mischia:
- Gareth Edwards (Cardiff RFC e Galles)
- John Moloney (St. Mary's College e Irlanda)

### Forwards
Tallonatori
- Bobby Windsor (Pontypool RFC e Galles)
- Ken Kennedy (London Irish e Irlanda)

Poloni
- Ian McLauchlan (Jordanhill College RFC e Scotland)
- Sandy Carmichael (West of Scotland e Scotland)
- Fran Cotton (Coventry e Inghilterra)
- Mike Burton (Gloucester R.F.C. e Inghilterra)

Seconde Linee'
- Willie John McBride (cap) (Ballymena RFC e Irlanda)
- Chris Ralston (Richmond F.C. e Inghilterra)
- Gordon Brown (West of Scotland e Scotland)
- Roger Uttley (Gosforth e Inghilterra)

Terze Linee
- Fergus Slattery (Blackrock College e Irlanda)
- Stewart McKinney (Dungannon RFC e Irlanda)
- Tom David (Llanelli RFC e Galles)
- Tony Neary (Broughton Park e Inghilterra)
- Andy Ripley (Rosslyn Park e Inghilterra)
- Thomas Mervyn Davies (Swansea RFC e Galles)

## Risultati
Sistema di punteggio: meta = 3 punti, Trasformazione=2 punti. Punizione e calcio da mark= 3 punti. drop = 3 punti. 
| Arbitro: | Piet Robbertze |

|                                                                     |           | |
| mete:I Schaap,J Stoffberg trasf.: W de Bruyn c.p.: W de Bruyn Drop: | Marcatori | mete: Rees, Moloney Neary, Edwards Ripley, Steele Brown David 2 trasf.: Phil Bennett 7 c.p.:Phil Bennett 3 |

| Arbitro: | de Bruyn |

|                                                                |           |                                                                      |
| mete: Jan Ellis, Prisloo trasf.: Deon Karg 1 c.p.: Deon Karg 2 | Marcatori | mete: Rees. Edwards, Milliken trasf.: Irvine c.p.: Irvine, Edwards 2 |

| Arbitro: | Gert Bezuidenhout |

|                  |           |                                                                             |
| c.p.: J Thiart 2 | Marcatori | mete: Grace, G. Edwards Milliken 2 , McBride trasf.: A. Old 2 c.p.: A.Old 3 |

| Arbitro: | Fonnie van der Vyver |

|                                                |           |                                                                 |
| mete: Marais, Campher K.Erasmus trasf.: Cowley | Marcatori | mete: F.Slattery,Steele Davies trasf.:Bennett 2 c.p.: Bennett 4 |

| Arbitro: | Max Baise |

|  |           | |
|  | Marcatori | mete: JPR Williams, Slattery, Moloney JJ Williams 6, Alan Old Tom Grace,Geoff Evans 3 Mervyn Davies trasf.: Alan Old 15 c.p.: Alan Old |

| Arbitro: | Ian Gourlay |

|                  |           |                                                     |
| mete:Alan Read 2 | Marcatori | mete: Clive Rees, Gordon Brown c.p.: Phil Bennett 3 |

| Arbitro: | D. Katzellenbogen |

|                                       |           | |
| c.p.: Errol Tobias Drop: Errol Tobias | Marcatori | mete: Slattery, JJ Williams G. Brown, Dick Millikenz Roy Bergiers trasf.: Andy Irvine, c.p.: Andy Irvine 3 , Alan Old 2 |

| Arbitro: | Max Baise |

| |            | |
| c.p.: Dawie Snyman | Marcatori  | c.p.:Phil Bennett 3 drop: Gareth Edwards |
| 15.Ian McCallum 14.Chris Pope, 11.Gert Muller 13.Kol Oosthuizen, 12.Peter Whipp 10.Dawie Snyman, 9.Roy McCallum 8.M. du Plessis, 7.Jan Ellis, 6.B. Coetzee 5.John Williams, 4.Kevin de Klerk 3.Hannes Marais (c), 2.P. van Wyk, 1.S. Sauermann Non entrati: 16.Gerrie Germishuys,17.Gerald Bosch 18.Paul Bayvel,19.Rampie Stander 21.Dugald Macdonald | Formazioni | 15.JPR Williams 14.Billy Steele, 11.John Williams 13.Ian McGeechan, 12.Richard Milliken 10.Phil Bennett, 9.Gareth Edwards 8.Mervyn Davies, 7.Roger Uttley, 6.Fergus Slattery 5.WJ McBride (c), 4.Gordon Brown 3.Fran Cotton, 2.Bobby Windsor, 1.Ian McLauchlan Non entrati : 16.Andy Irvine,17.Geoff Evans 18.John Moloney,19.Ken Kennedy 20.Sandy Carmichael,21.Tony Neary |

| Arbitro: | Justus Moolman |

|                        |           | |
| mete: Dugald MacDonald | Marcatori | mete: Roger Uttley, Gordon Brown Ken Kennedy, Roy Bergiers trasf.:Andy Irvine 2 c.p.:Andy Irvine 2 |

| Arbitro: | Piet Roobertze |

|                                           |           |                                                                                        |
| c.p.: Gerald Bosch 3 Drop: Gerald Bosch 2 | Marcatori | mete: JPR Williams Tony Neary, Dick Milliken trasf.: Phil Bennett c.p.: Phil Bennett 3 |

| Arbitro: | Steve Strydom |

|                       |           | |
| c.p.: Ian Robertson 2 | Marcatori | mete: Andy Irvine Fergus Slattery, Tom Grace 2 Gareth Edwards Billy Steele trasf.: Andy Irvine 3 c.p.: Andy Irvine 3 Drop: Andy Irvine |

| Arbitro: | CJ de Bruyn |

| |            | |
| c.p.: Bosch 2 Drop: Bosch | Marcatori  | mete: Bennett, Brown Milliken, JJ Williams 2 trasf.: Bennett c.p.: Bennett Drop: Ian McGeechan |
| 15.Ian McCallum 14.Chris Pope, 11.Gerrie Germishuys 13.Jackie Snyman, 12.Peter Whipp 10.Gerald Bosch, 9.Paul Bayvel 8.D. Macdonald, 7.Jan Ellis, 6.M. du Plessis 5.John Williams, 4.Kevin de Klerk 3.H. Marais (c), 2.D. Frederickson, 1.N.Bezuidenhout sostituti: 16.Dawie Snyman,17.Leon Vogel Non entrati 18.Roy McCallum,19.Rampie Stander 20.Piston van Wyk,21.Moaner van Heerden | Formazioni | 15.JPR Williams 14.Billy Steele, 11.John Williams 13.Ian McGeechan, 12.Richard Milliken 10.Phil Bennett, 9.Gareth Edwards 8.Mervyn Davies, 7.Roger Uttley, 6.Fergus Slattery 5.Willie-John McBride (c), 4.Gordon Brown 3.Fran Cotton, 2.Bobby Windsor, 1.Ian McLauchlan Non entrati 16.Andy Irvine,17.Geoff Evans 18.John Moloney,19.Ken Kennedy 20.Sandy Carmichael,21.Tony Neary |

| Arbitro: | Ian Gourlay |

|                                          |           |                                                                           |
| mete: A Stephenson c.p.: Peter Kirsten 4 | Marcatori | mete: Andy Ripley, Gordon Brown 2 trasf.: Andy Irvine c.p.: Andy Irvine 2 |

| Arbitro: | Gert Bezuidenhout |

|                                           |           |                                                        |
| c.p.: Jackie Snyman Drop: Jackie Snyman 2 | Marcatori | mete: JJ Williams Mervyn Davies c.p.: Stewart McKinney |

| Arbitro: | Cas De Bruyn |

|                                                          |           | |
| mete: D Wiese 2 trasf.: D Wiese c.p.: D Wiese, J van Eck | Marcatori | mete: Fergus Slattery, John Moloney Tom Grace 4 , Andy Ripley Geoff Evans, Billy Steele 2 Ken Kennedy, Tommy David trasf.: Andy Irvine 8, Mike Gibson c.p.: Andy Irvine |

| Arbitro: | Piet Robbertze |

|                      |           |                                                                        |
| c.p.: Chris Luther 4 | Marcatori | mete:Tony Neary, Mervyn Davies trasf.: Andy Irvine c.p.: Andy Irvine 2 |

| Arbitro: | Steve Strydom |

|                                |           | |
| mete: C Mgweba c.p.: N Mbiko 2 | Marcatori | mete: Andy Irvine , Mike Goson 2 Tom Grace 3 , Gareth Edwards Andy Ripley, Alan Morley Tommy David trasf.: Andy Irvine 5 c.p.: Andy Irvine 2 |

| Arbitro: | Cas de Bruyn |

| |            | |
| c.p.: Snyman 3 | Marcatori  | mete: Gordon Brown, JJ Williams 2 trasf.: Irvine c.p.:Andy Irvine 2 Drop: Phil Bennett 2 |
| 15.Tonie Roux 14.Chris Pope, 11.Gert Muller 13.Peter Cronje, 12.Jan Schlebusch 10.Jackie Snyman, 9.Gerrie Sonnekus 8.Kl. Kritzinger, 7.J. Ellis, 6.P. Fourie 5.Johan de Bruyn, 4.Moaner van Heerden 3.Hannes Marais (c), 2.P.van Wyk, 1.N. Bezuidenhout sostituti: 16.Kevin de Klerk Non entrati : 17.Malcolm Swanby,18.Gavin Cowley 19.Gert Schutte,20.Andre Bestbier | Formazioni | 15.JPR Williams 14.Andy Irvine, 11.John Williams 13.Ian McGeechan, 12.Richard Milliken 10.Phil Bennett, 9.Gareth Edwards 8.M.Davies, 7.R.Uttley, 6.F.Slattery 5.WJ McBride (c), 4.Gordon Brown 3.Fran Cotton, 2.B. Windsor, 1.Ian McLauchlan Non entrati 16.Mike Gibson,17.Billy Steele 18.John Moloney,19.Ken Kennedy 20.Sandy Carmichael,21.Tony Neary |

| Arbitro: | Gert Bezuidenhout |

|                     |           |                                                                              |
| c.p.: J Steenkamp 2 | Marcatori | mete: Gareth Edwards, Billy Steele 2 trasf.: Andy Irvine c.p.: Andy Irvine 4 |

| Arbitro: | Piet Robbertze |

|                     |           |                                                                                                |
| c.p.: K Hannaford 2 | Marcatori | mete: Andy Irvine 2, Fergus Slattery Mervyn Davies trasf.: Phil Bennett 3 c.p.: Phil Bennett 4 |

| Arbitro: | Steve Strydom |

|                               |           | |
| mete: P Fourie c.p.: G Salt 2 | Marcatori | mete: Ian McGeechan, Tom Grace 2 Andy Ripley, Tommy David trasf.: Andy Irvine 2 c.p.: Andy Irvine 3 |

| Arbitro: | Max Blaise |

| |            | |
| mete:Cronje c.p.: Snyman 3 | Marcatori  | mete: Irvine, Uttley trasf.: Phil Bennett c.p.: Irvine |
| 15.Tonie Roux 14.Chris Pope, 11.Gert Muller 13.Peter Cronje, 12.Jan Schlebusch 10.Jackie Snyman, 9.Paul Bayvel 8.Kl. Grobler, 7.Jan Ellis, 6.Kl. Kritzinger 5.John Williams, 4.Moaner van Heerden 3.Hannes Marais (c), 2.P. van Wyk, 1.N. Bezuidenhout sostituti: 16.Rampie Stander Non entrati: 17.Malcolm Swanby,18.Gavin Cowley 19.Gert Schutte,20.Andre Bestbier | Formazioni | 15.JPR Williams 14.Andy Irvine, 11.John Williams 13.Ian McGeechan, 12.Richard Milliken 10.Phil Bennett, 9.Gareth Edwards 8.M. Davies, 7.R. Uttley, 6.F. Slattery 5.Willie-John McBride (c), 4.Christopher Ralston 3.Fran Cotton, 2.B. Windsor, 1.I.McLauchlan Non entrati: 16.Mike Gibson,17.Tom Grace 18.John Moloney,19.Ken Kennedy 20.Sandy Carmichael,21.Tony Neary |